# Elisa Giustinianovich
Elisa Amanda Giustinianovich Campos (n. 23 de noviembre de 1984) es una académica,  política y activista feminista chilena. Se desempeñó como integrante de la Convención Constitucional desde el 4 de julio de 2021 hasta el 4 de julio de 2022, siendo vicepresidenta adjunta del organismo, desde el 29 de julio de ese año hasta el 6 de enero de 2022.

## Familia, estudios y carrera profesional
Nació el 23 de noviembre de 1984, hija de Pablo Yerko Giustinianovich Pérez y de Nelvia Viviana Campos Bahamondes. Realizó su educación media en Enseñanza Media H-C Niños y Jóvenes. Mientras, que sus estudios superiores, los cursó en la Universidad de Concepción, contando con estudios de pregrado en bioingeniería, entre 2004 y 2008. Entre 2009 y 2010, efectuó un magíster en ciencias de la ingeniería con mención en ingeniería química, y entre 2013 y 2017 un doctorado en ingeniería química, en la misma institución penquista.
Laboralmente, se ha desempeñado como investigadora del Departamento de Ingeniería Química de la Universidad de Concepción, y desde 2018, como investigadora en el Centro de Estudios de Recursos Energéticos (CERES) de la Universidad de Magallanes, donde se ha enfocado en la búsqueda de biodigestores para minimizar el daño ambiental que producen los desechos humanos.

## Activismo y carrera política
Políticamente independiente, forma parte de la Coordinadora Social Magallanes. Entre 2012 y 2016 colaboró en el Proyecto educativo popular Los Copihues. Participa también, desde 2018, en la Coordinadora Feminista Punta Arenas y en el Colectiva Rosas Silvestres, instancia que "reúne a diversas agrupaciones, colectivas y mujeres autoconvocadas para visibilizar, denunciar y exigir justicia frente la violencia machista y patriarcal". Desde 2020 es parte de la «Red Austral de Acción Territorial».
En las elecciones del 15 y 16 de mayo de 2021 se presentó como candidata a convencional constituyente por el distrito n° de la Región de Magallanes, como parte del pacto «Coordinadora Social de Magallanes». Obtuvo 4.259 votos correspondientes a un 7,82 % del total de los sufragios válidamente emitidos, resultando electa. En el proceso de discusión de los Reglamentos de la Convención participó en la Comisión de Participación Popular y Equidad Territorial. Posteriormente, se incorporó a la Comisión Temática sobre Forma del Estado, Ordenamiento, Autonomía, Descentralización, Equidad, Justicia Territorial, Gobiernos Locales y Organización Fiscal. Además, integra la Comisión de Participación Popular en representación de la Mesa Directiva de la Convención.
El 29 de julio de 2021, en conformidad al reglamento para la incorporación de vicepresidencias adjuntas a la mesa directiva, fue ratificada como titular de uno de los siete cupos, cargo que ejerció hasta el 6 de enero de 2022.
Por otra parte, el 27 de agosto de ese mismo año fue una de las fundadoras de «Movimientos Sociales Constituyentes» (MSC), agrupación de convencionales que busca articular el trabajo de dichos representantes en la Convención Constitucional.

## Historial electoral

### Elecciones de convencionales constituyentes de 2021
- Elecciones de convencionales constituyentes de 2021, para convencional constituyente por el distrito 28 (Antártica, Cabo de Hornos, Laguna Blanca, Natales, Porvenir, Primavera, Punta Arenas, Río Verde, San Gregorio, Timaukel, Torres del Paine)[11]

| Candidato                    | Pacto                                | Partido | Votos | %    | Resultados   |
| ---------------------------- | ------------------------------------ | ------- | ----- | ---- | ------------ |
| Mauricio Daza Carrasco       | Regionalismo Ciudadano Independiente | Ind     | 6.188 | 11.3 | Convencional |
| Elisa Giustinianovich Campos | Coordinadora Social de Magallanes    | Ind     | 4.259 | 7.8  | Convencional |
| Rodrigo Álvarez Zenteno      | Vamos por Chile                      | UDI     | 4.197 | 7.7  | Convencional |
| Javiera Morales Alvarado     | Apruebo Dignidad                     | Ind     | 3.029 | 5.5  |              |
| Andrea Pivcevic Cortese      | Magallánicos No Neutrales            | Ind     | 2.695 | 4.9  |              |
| Daniella Panicucci Herrera   | Apruebo Dignidad                     | Ind     | 2.452 | 4.5  |              |